# L'inferno ci accusa
L'inferno ci accusa (The Story of Mankind) è un film del 1957, diretto dal regista Irwin Allen.

## Trama
Alla notizia che l'uomo sta per dare inizio a esperimenti atomici nei cieli, si riunisce il Tribunale supremo: il giudice celeste chiama lo Spirito dell'Uomo e Belzebù a confrontarsi sulla storia dell'umanità per decidere se accordare agli uomini un'ultima possibilità di salvezza.
Ognuno porta le sue prove, rievocando i grandi eventi: dai Faraoni dell'antico Egitto all'imperatore romano Nerone, da Attila a Giovanna d'Arco, dal Rinascimento italiano alla colonizzazione dell'America, dalla presidenza di Abraham Lincoln alla seconda guerra mondiale.
È l'ultimo film in cui compaiono tutti e tre i fratelli Marx, anche se non recitano assieme. Compariranno singolarmente in pochi altri film.

## Curiosità
- Nel 1978 il film è stato inserito nella lista dei 50 peggiori film di sempre nel libro The Fifty Worst Films of All Time.